# Oldenburg (kraina)

Flaga Wielkiego Księstwa Oldenburga od 1871

Oldenburg w granicach Niemiec (1925)

Oldenburg – kraina historyczna w północnych Niemczech, obecnie część landu Dolna Saksonia. W średniowieczu siedziba rodu Oldenburgów. Od 1777 roku stanowiło część księstwa Holstein-Oldenburg. W latach 1815–1918 miało status Wielkiego Księstwa Oldenburga. W 1871 weszło w skład Cesarstwa Niemieckiego.